# Du som tronar i det höga
Du som tronar i det höga är en psalm med text skriven 1874 av George Hugh Bourne och musik skriven 1886 av William Owen. Texten översattes 1943 till svenska av Max von Bonsdorff.

## Publicerad i
- Psalmer och Sånger 1987 som nr 429 under rubriken "Kyrkan och nådemedlen - Nattvarden".[1]